# Cécile de France

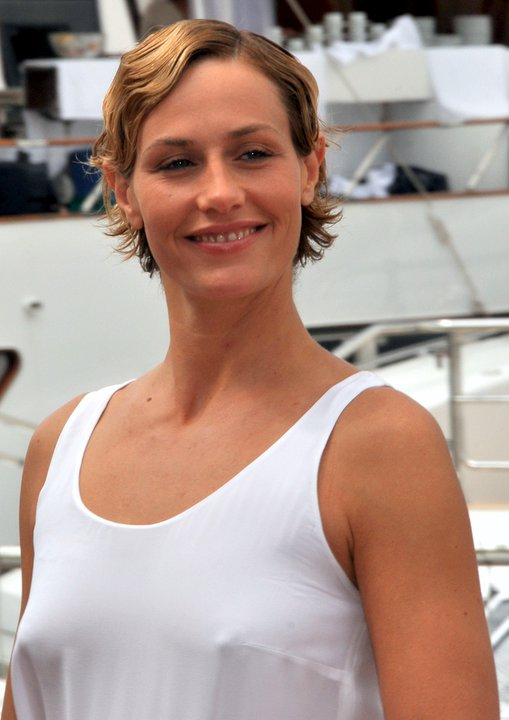
Cécile de France vid Cannes-festivalen 2011.

Cécile de France (franskt uttal: [sesil də fʁɑ̃s]), egentligen Cécile Defrance, född 17 juli 1975 i Namur, är en belgisk skådespelare. Efter att ha nått framgång i franska filmer som L'Art (délicat) de la séduction (2001) och Irène (2002), fick hon internationell uppmärksamhet för sina roller i Switchblade Romance (2003) och Livet efter detta (2010).

## Biografi och karriär
Cécile de France föddes i Namur och lämnade Belgien vid 17 års ålder för att åka till Paris där hon studerade teater i två år med skådespelaren Jean Paul Denizon, assistent till den brittiske regissören Peter Brook. Hon tillbringade sedan tre år (1995–1998) på skådespelarakademin ENSATT (École Nationale Supérieure des Arts et Techniques du Théâtre) på Département Comédie först på Rue Blanche i Paris, sedan i Lyon. Hon upptäcktes av agenten Dominique Besnehard och fick roller i franska hitfilmer som L'Art (délicat) de la séduction (2001) och Irène (2002).
Cécile de Frances internationella genombrott kom med skräckfilmen Switchblade Romance (2003), som var en världsomspännande framgång. Hon kontaktades av Hollywood-producenter och fick snabbt sin första stora roll i en amerikansk film, Jorden runt på 80 dagar (2004), där hon spelade tillsammans med Jackie Chan och Steve Coogan.
Cécile de France har vunnit två Césarpris för mest lovande kvinnliga skådespelare i Den spanska lägenheten (2002), och bästa kvinnliga biroll i Förälskad, förvirrad (2005).
År 2014 var hon värd för den 39:e upplagan av Césarpriset. Vid 2015 års filmfestival i Cannes satt hon i juryn för filmen Cinéfondation och kortfilmssektionen. Hon satt i huvudjuryn vid internationella filmfestivalen i Berlin 2018.
Cécile de France har två barn tillsammans med  maken och musikern Guillaume Siron.

## Filmografi
| År   | Titel                           | Roll                   | Noter                  |
| ---- | ------------------------------- | ---------------------- | ---------------------- |
| 2000 | Regarde-moi (en face)           | Dune                   |                        |
| 2001 | Toutes les nuits                | The prostitute         |                        |
| 2001 | L'Art (délicat) de la séduction | Laure                  |                        |
| 2002 | Den spanska lägenheten          | Isabelle               |                        |
| 2002 | Iréne                           | Irène                  |                        |
| 2002 | A+ Pollux                       | Pollux Lesiak          |                        |
| 2003 | I, Cesar                        | Samantha               |                        |
| 2003 | Kaena: The Prophecy             | Kaena                  | Röst                   |
| 2003 | High Tension                    | Marie                  |                        |
| 2004 | Jorden runt på 80 dagar         | Monique La Roche       |                        |
| 2004 | La Confiance règne              | Chrystèle Burrel       |                        |
| 2005 | Förälskad, förvirrad            | Isabelle               |                        |
| 2006 | Parkettplats                    | Jessica                |                        |
| 2006 | When I Was a Singer             | Marion                 |                        |
| 2006 | The Colonel                     | Lieutenant Galois      |                        |
| 2006 | Bad Faith                       | Clara Breitmann        |                        |
| 2007 | Snow White: The Sequel          | Snövit / Cinderella    | Röst                   |
| 2007 | Gone for a Dance                | Blanche                |                        |
| 2007 | Hand of the Headless Man        | Eva Sanders            |                        |
| 2007 | A Secret                        | Tania Stirn / Grimbert |                        |
| 2008 | Public Enemy No. 1              | Jeanne Schneider       |                        |
| 2009 | Sister Smile                    | Jeanine Deckers        |                        |
| 2010 | Bortom varje tvivel             | Julie                  |                        |
| 2010 | Livet efter detta               | Marie Lelay            |                        |
| 2011 | Pojken med cykeln               | Samantha               |                        |
| 2011 | A Butterfly Kiss                | Alice                  |                        |
| 2011 | Cars 2                          | Sally Carrera          | Röst (Fransk dubbning) |
| 2012 | Superstar                       | Fleur Arnaud           |                        |
| 2013 | Möbius                          | Alice                  |                        |
| 2013 | Chinese Puzzle                  | Isabelle               |                        |
| 2015 | En équilibre                    | Florence Kernel        |                        |
| 2015 | Sommaren '71                    | Carole                 |                        |
| 2016 | Djungelboken                    | Raksha                 | Fransk röst            |
| 2016 | Fannys flykt                    | Madame Forman          |                        |
| 2016 | Term Life                       | Lucy                   |                        |
| 2017 | Django                          | Louise de Klerk        |                        |
| 2017 | Just to Be Sure                 | Anna Levkine           |                        |
| 2018 | Lady J                          | Madame de La Pommeraye |                        |
| 2019 | Rebelles                        | Sandra                 |                        |
| 2019 | A Bigger World                  | Corine                 |                        |
| 2021 | De son vivant                   | Eugénie                |                        |
| 2021 | The French Dispatch             | Mrs. B                 |                        |
| 2021 | Les jeunes amants               | Jeanne Escande         |                        |
| 2021 | Förlorade illusioner            | Louise de Bargeton     |                        |
| 2023 | The Swarm                       | Dr. Cécile Roche       |                        |